# NGC 2078
NGC 2078 је емисиона маглина у сазвежђу Златна риба која се налази на NGC листи објеката дубоког неба.
Деклинација објекта је - 69° 44' 38" а ректасцензија 5h 39m 39,3s. Привидна величина (магнитуда) објекта NGC 2078 износи 13,0. NGC 2078 је још познат и под ознакама ESO 57-EN10.